# Červenica pri Sabinove
Červenica pri Sabinove (bis 1960 slowakisch „Červenica“; ungarisch Vörösalma) ist eine Gemeinde im Osten der Slowakei mit 969 Einwohnern (Stand 31. Dezember 2024). Sie gehört zum Okres Sabinov, einem Kreis des Prešovský kraj, sowie zur traditionellen Landschaft Šariš.

## Geographie

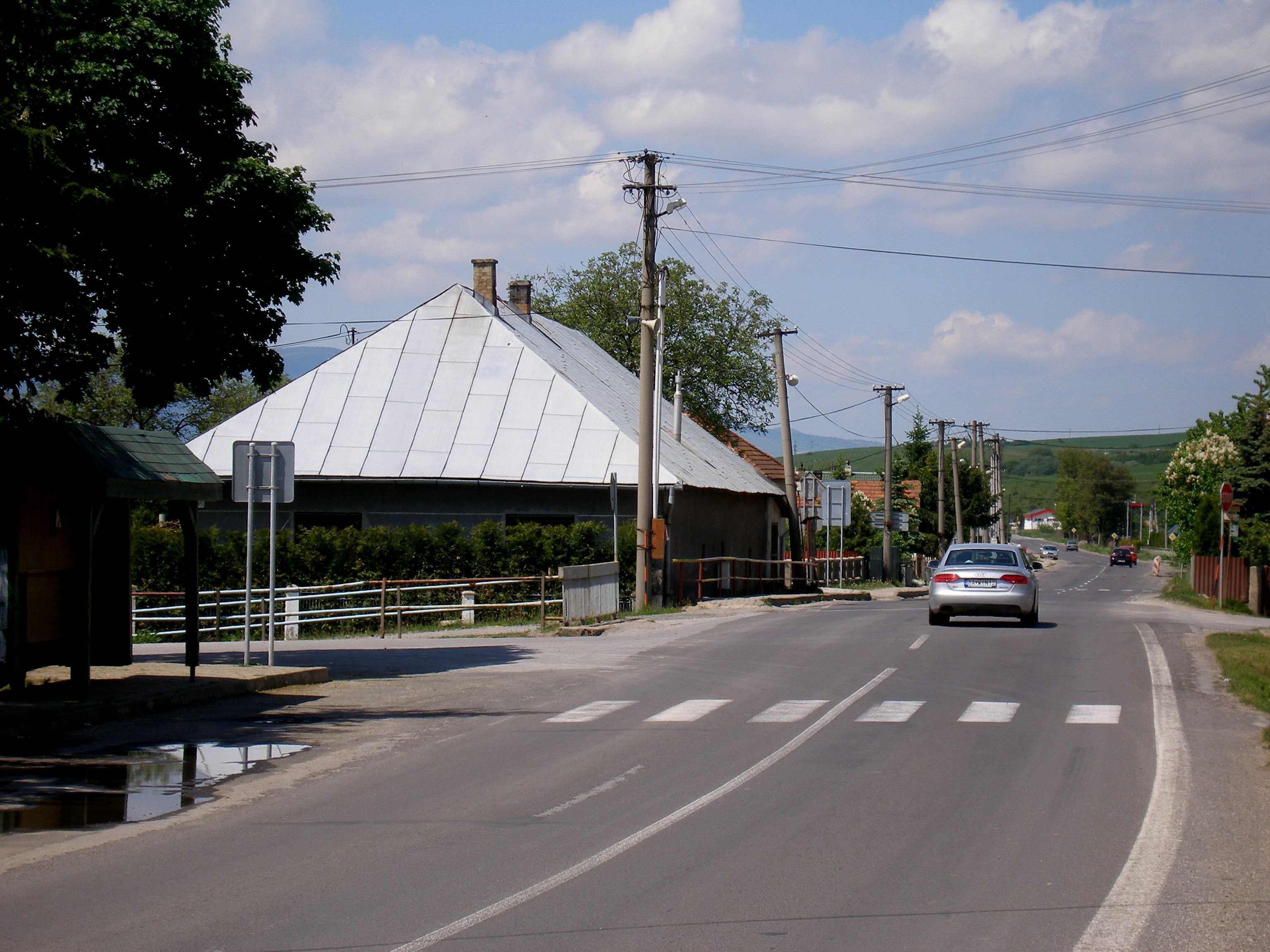
Hauptstraße des Dorfes

Die Gemeinde befindet sich im oberen Torysatal, zwischen den Gebirgen Bachureň südlich und Čergov nördlich des Ortes. Das Ortszentrum liegt auf einer Höhe von 356 m n.m. und ist sechseinhalb Kilometer von Sabinov entfernt.
Nachbargemeinden sind Hanigovce im Norden, Ľutina im Nordosten, Pečovská Nová Ves im Osten, Jakubova Voľa im Süden, Rožkovany im Westen und Milpoš im Nordwesten.

## Geschichte

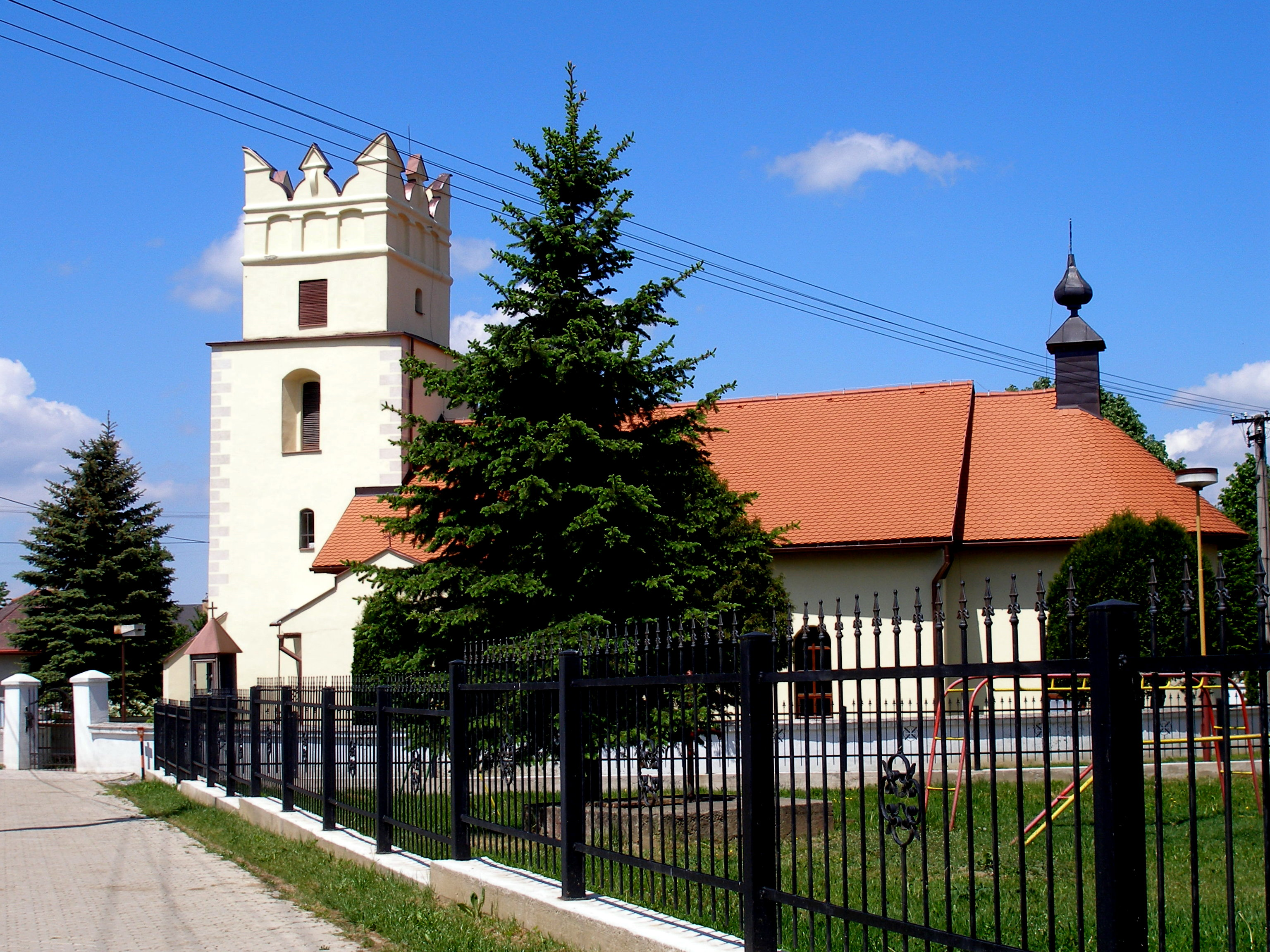
Kirche in Červenica pri Sabinove

Der Ort wurde zum ersten Mal 1278 als Weresalma schriftlich erwähnt und war damals ein Grenzwächterdorf. Wörtlich übersetzt bedeutet der Name „Roter Apfelbaum“, wobei im Slowakischen jedoch nur der erste Teil erhalten blieb, somit bedeutet der heutige Name so viel wie „Rotdorf bei Sabinov“. 1285 wurde das damals mächtige Geschlecht Aba Gutsbesitzer, die 1296 das Gut an die Familie Berzeviczy in einem Tauschakt übertrugen. 1427 sind nach einem Steuerverzeichnis 29 Porta verzeichnet. Spätere Besitzer waren unter anderen das Geschlecht Tárczay, dann Augustiner von Veľký Šariš sowie die Familien Dessewffy, Péchy und zuletzt Szirmay im 19. Jahrhundert. 1787 hatte die Ortschaft 40 Häuser und 361 Einwohner, die als Fuhrmänner, Obstbauern und Verkäufer von Garn beschäftigt waren.
Bis 1918 gehörte der im Komitat Scharosch liegende Ort zum Königreich Ungarn und kam danach zur Tschechoslowakei beziehungsweise heute Slowakei.

## Bevölkerung
| Jahr                | 1994 | 2004     | 2014    | 2024     |
| ------------------- | ---- | -------- | ------- | -------- |
| Anzahl der Personen | 711  | 788      | 846     | 969      |
| Unterschied         |      | +10,82 % | +7,36 % | +14,53 % |

| Jahr                | 2023 | 2024    |
| ------------------- | ---- | ------- |
| Anzahl der Personen | 965  | 969     |
| Unterschied         |      | +0,41 % |

Nach der Volkszählung 2011 wohnten in Červenica pri Sabinove 824 Einwohner, davon 793 Slowaken, drei Tschechen sowie ein Mährer. 27 Einwohner machten keine Angabe zur Ethnie.
737 Einwohner bekannten sich zur römisch-katholischen Kirche, 46 Einwohner zur griechisch-katholischen Kirche und vier Einwohner zur Evangelischen Kirche A. B.; ein Einwohner bekannte sich zu einer anderen Konfession. Neun Einwohner waren konfessionslos und bei 27 Einwohnern wurde die Konfession nicht ermittelt.

## Bauwerke und Denkmäler
- römisch-katholische Martinskirche, ursprünglich im spätromanischen Stil im 13. Jahrhundert gebaut, gegen 1600 im Renaissancestil neu gestaltet, das Innere wurde gegen 1733 barockisiert
- Landschloss aus der Zeit von gegen 1600

## Verkehr
Durch Červenica pri Sabinove verläuft die Straße 1. Ordnung 68 zwischen Prešov und der Grenze zu Polen bei Mníšek nad Popradom. Südlich des Ortszentrums liegt die Haltestelle Červenica an der Bahnstrecke Kysak–Muszyna.